# Большая Тава
Большая Тава — река в Омской области России, приток Ишима.
Образуется слиянием рек Дурницы и Скакунки на высоте 78 метров над уровнем моря, севернее урочища Ольгино. Протекает в северо-западном направлении по территории Большеуковского, Тевризского и Усть-Ишимского районов. Впадает в Ишим в 37 км от его устья по правому берегу. Основные притоки — Малая Тава и Тевриз.
На берегах реки расположены населённые пункты — деревня Малая Тава, сёла Листвяги и Большая Тава.
Длина реки — 193 км, площадь водосборного бассейна — 2600 км². Ширина — 12—20 м, глубина — 1,3—2,0 м, скорость течения — 0,1—0,2 м/с. Дно твёрдое, в верхнем течении вязкое. Уклон реки — 0,17 м/км.
По данным наблюдений с 1947 по 1999 год среднегодовой расход воды в районе деревни Малая Тава (51 км от устья) составляет 6,23 м³/с, максимальный расход приходится на май, минимальный — на март.
| Средний расход воды (м³/с) реки Большая Тава по месяцам с 1947 по 1999 гг. (замеры производились на гидрологическом посту в районе деревни Малая Тава) |

## Данные водного реестра
По данным государственного водного реестра России и геоинформационной системы водохозяйственного районирования территории РФ, подготовленной Федеральным агентством водных ресурсов:
- Бассейновый округ — Иртышский
- Речной бассейн — Иртыш
- Речной подбассейн — Ишим (российская часть бассейна)
- Водохозяйственный участок — Ишим от границы Российской Федерации с Республикой Казахстан до устья без озера Большой Уват до гидроузла Большой Уват